# قرية برايوت السياحية
قرية برايوت السياحية (بالإندونيسية: Desa Wisata Brayut) هي قرية تم تصنيفها على أنها «قرية سياحية» تقع في منطقة ناغاغليك في سليمان ريجنسي في منطقة يوغياكارتا الخاصة في جمهورية إندونيسيا.
يعتبر مفهوم القرية السياحية في إندونيسيا بشكل عام منطقة ريفية ذات خصائص خاصة تحددها كوجهة سياحية محتملة أو فعلية. بدأت برايوت في التطور كقرية سياحية في عام 1995. قرية برايوت هي قرية سياحية تسلط الضوء على الثقافة المحلية، وخاصة فيما يتعلق بالزراعة. هذا ليس مفاجئًا نظرًا لأن غالبية سكان برايوت يكسبون عيشهم من الزراعة.
كانت قرية برايوت قرية زراعية قبل أن تصبح قرية سياحية. بدأ التغيير إلى أن أصبحت قرية سياحية من قبل أحد سكان برايوت يدعى بودي أوتومو في عام 1990. بودي أوتومو هو خريج علوم سياسية من جامعة جادجا مدى يوجياكارتا يعمل كمحاضر في مؤسسة تعليم اللغة الإندونيسية في توري سليمان. طلاب بودي أوتومو في معهد اللغة الإندونيسية هم في الغالب من الأجانب. غالبًا ما دعا بودي أوتومو طلابه للتفاعل والمشاركة في الأنشطة المجتمعية في قرية برايوت. في عام 1999 أسس بودي أوتومو مؤسسة أني-أني في منزله في قرية برايوت بهدف تطوير مناطق بديلة للأجانب.
تقدم قرية برايوت منظرًا واسعًا لحقول الأرز وأنشطة مواطنيها الزارعين. كل يوم يكون هناك العديد من الأنشطة الزراعية مثل المزارعين الذين يحرثون حقول الأرز بالجاموس والأمهات اللواتي يزرعن الأرز. بالإضافة إلى الأنشطة الزراعية، تقدم قرية برايوت أيضًا مجموعة متنوعة من الخبرات حول النتائج المحلي التي تتراوح من التعلم إلى تربية الأسماك، وطهي الطعام التقليدي، والجمال، وممارسة الرقص، وصنع الحرف اليدوية، والإطلالات على غروب الشمس.